# Некробациллёз
Некробактериоз (лат. — Necrobacteriosis; Necrobacillosis; некробациллёз) — это инфекционная болезнь животных многих видов и человека, характеризующаяся гнойно-некротическим поражением кожи, слизистых оболочек, внутренних органов и конечностей.
Некроз тканей развивается с образованием гнойно-некротических очагов. Возбудитель распространяется с током крови, образуя в органах вторичные некротические очаги (метастазы). При участии токсинов и ферментов создается благоприятная среда для дальнейших поражений —бронхопневмонии, плеврита, перитонита, абсцессов, флегмон и др.

## Возбудительнекробактериоза,
Bacterium necrophorum, выделенный впервые в 1881 Р. Кохом, слабоустойчив во внешней среде: в почве и навозе сохраняется до 60 сут, в воде — до 15 сут, при темп-ре 100 °С погибает в течение 1 мин. Источник возбудителя некробактериоза — некротизир. ткани и экскременты больных и переболевших животных. Заражение происходит при попадании возбудителя на травмированную кожу, слизистые оболочки. Развитию и распространению болезни способствуют: ослабление естеств. резистентности организма при изменении или нарушении режима кормления и санитарного содержания, травмы, высокая влажность и переохлаждение животных. Инкубационный период при некробактеризе не более 3 сут.

## Болезнь имеет 3 основные формы
Некробактериоз конечностей, кожи и слизистых оболочек.

### Некробактериоз внутренних органов.
Некробактериоз внутренних органов проявляет себя некротическими процессами в желудке, печени, легких. Это наиболее тяжелая форма. Возможна гибель животного через 2-3 недели от истощения. При этом некробактериоз свиней чаще имеет форму кожного заболевания, а у овец более всего страдают копыта.

### Некробактериоз конечностей.
Самая распространённая форма болезни у крупного рогатого скота и оленей, приводящая к снижению продуктивности животных, — Некробактериоз конечностей. Основной клинический признак — хромота вследствие гнойного воспаления кожи межкопытной щели, отёчности тканей, болезненности.
Заболевание начинается с покраснения кожи межкопытной щели, животные держат поражённую конечность на весу или опираются на зацеп, затем в местах поражения появляются кровоточащие гнойные раны, абсцессы, свищи. Отмечают отёчность сустава фаланги копыта, усиливающуюся хромоту, сильную болезненность. Наблюдают сильное угнетение животных, потерю аппетита, повышение температуры до 40 — 42 градусов. Снижается продуктивность (удой, привес)

### Некробактериоз кожи и слизистых оболочек
При поражении кожи и слизистых оболочек отмечается формирование дифтеритич. плёнок серо-белого или желтоватого цвета, плотно соединённых с нижележащей тканью, и образование язв.

## Симптомы некробактериоза
Первыми признаками заболевания можно считать гнойники на кожах или слизистых животного, а также отеки или язвочки на них. Причем раны не выглядят обычно: между здоровым участком кожи и пораженным образуется заметная линия, разделяющая воспаление от кожи без него. Инфекция не продолжает поражать все ткани коровы, если она имеет крепкий иммунитет и хорошее здоровье. Однако если животное уже старое или слабое, то инфекция может погубить его. Распространения воспаления переходит с кожи на сухожилия даже суставы и кости.
Типичными симптомами некробактериоза являются такие же признаки, как при многих других инфекциях:
- Общая слабость животного;
- Снижение или прекращение производительности;
- Медленное развитие;
- Отсутствие аппетита;
- Сложность движения;
- У коров развивается мастит.[3]

### Симптомы и течение.
Инкубац. период не более 3 сут. Проявление болезни зависит от места первичной локализации патол. очага и специфично для различных видов животных: гангренозный дерматит у лошадей, «дифтерит» у телят, панариций у взрослого кр. рог. скота, некротич. воспаление ротовой полости у поросят, хромота у овец и оленей. К гнойно-некротическому, а иногда и гангренозному поражению может присоединиться гнилостный процесс за счёт вторичной микрофлоры. Нередко, если процесс имеет тенденцию к прогрессированию, омертвевают ткани на значительном участке. Осн. клинич. признак Н.— хромота. При осмотре области межкопытной щели, венчика, пута обнаруживают покраснение и отёк. Затем зона гиперемии расширяется и становится более выраженной, появляется серозное выделение, в дальнейшем возникает характерная язва с изрытыми краями. Животное угнетено, у него уменьшается или полностью пропадает аппетит, темп-pa тела более 40 °С, поражённая конечность горяча на ощупь, резко болезненна. У оленей патол. процесс переходит в флегмонозногнойный. При этом начальная стадия болезни может переходить сразу, без особого воспаления кожи, в некроз глубжележащих частей. Через 1—3 сут на месте поражения образуется гнойно-некротич. язва. Поражённый участок значительно припухает, нередко конечность в области копыта достигает в диам. 20 см и более

## Диагноз
По клинич. и патолого-анатомич. признакам и результатам бактериологич. исследования. У переболевших некробактериозом животных иммунитет ослаблен.
При установлении диагноза хозяйство объявляется неблагополучным, накладываемые на него ограничения снимаются через 4 мес. после последнего случая выздоровления, падежа или убоя больных животных и проведения заключит. мероприятий, предусмотренных действующей инструкцией. При появлении некробактериоза больных животных немедленно изолируют и лечат; молоко от них пастеризуют, тушу и органы (при септич. процессе) уничтожают или утилизируют.

## Профилактика
Недопущение заноса возбудителя некробактериоза в хозяйство с больными животными и бактерионосителями; иммунизация животных инактивир. вакцинами; перед выгоном на пастбище и постановкой на стойловое содержание тщательный осмотр животных, обрезка и расчистка копыт, дезинфекция помещений и др.
Для повышения естеств. резистентности животных их кормление должно быть сбалансированным по осн. питат. веществам.

### Меры борьбы и профилактика.
Для предупреждения некробактериоза. помещения для животных необходимо строить на сухих возвышенных местах с учётом зоогигиенич. норм. Выгульные площадки, окружающую территорию следует как можно чаще убирать; застойные лужи, загрязнённые водоёмы вблизи них засыпать или огородить. В дождливое время нужно избегать сырых низменных пастбищ. Вновь прибывших животных карантинируют. Перед постановкой на стойловое содержание и перед выгоном на пастбище следует тщательно осматривать животных, проводить своевременную обрезку и расчистку копыт, лечить травмы кожного покрова. Перед отёлом помещения очищают от навоза, белят свежегашёной известью, дезинфицируют р-рами едкого натра, хлорной извести. Обеспечивают квалифицированное родовспоможение и обслуживание новорождённых (обрабатывают пуповину р-ром йода, 3—5%-ным р-ром перманганата калия). Перед случкой следует тщательно осматривать производителей и самок, обращая внимание на состояние половых органов (трещины, ссадины, царапины и др.), обмывать вымя, промежность р-рами бикарбоната натрия, борной к-ты.
Для предупреждения некробактериоза конечностей назначают животным ножные ванны, с 5—10%-ным р-ром креолина, 1,5-2%-ным р-ром формальдегида, 3,5-4%-ным р-ром медного купороса. Ведут борьбу на фермах с грызунами, с кровососущими насекомыми и оводами, выпасая животных на хорошо обдуваемых ветром пастбищах. При возникновении Н. х-во объявляют неблагополучным; больных животных изолируют и лечат; здоровых периодически осматривают. Кожевенное сырьё после удаления поражённых участков высушивают в изолированном помещении и используют не ранее чем через 1 мес; поражённые ткани и органы утилизируют, мясо выпускают без ограничений. При септич. процессе тушу и органы утилизируют. Молоко можно употреблять в кипячёном виде. Пастбище, где выпасали больных животных, используют вновь через 2 мес после последнего случая выздоровления или убоя (падежа) больных животных. Х-во считают благополучным через 1 мес после заключительной дезинфекции и др. мероприятий, предусмотренных инструкцией.

## Патологические проявления
При осмотре мертвого животного отмечается отек слизистой и внутренних органов, общее истощение организма, серый творожистый налет на слизистых оболочках. Под ними находятся язвы различных размеров, заполненные густым, вязким гноем. На продвинутой стадии может наблюдаться повреждение различных тканей, в том числе и костей.

## Лечение
Комплексное: хирургич. обработка мест поражения с применением разл. антисептич. препаратов и антибиотиков тетрациклиновой группы.

### Лечение некробактериоза КРС, свиней, овец
Больное животное изолируют, стойло обязательно очищают и дезинфицируют. Повреждения на коже и слизистых у животного обрабатывают и дезинфицируют.
Если исключить все факторы, которые связаны с неблагоприятными условиями содержания коров, то заболеваемость скота снижается на 90 %. И только 10 % — это случайная инфекционная или вирусная инфекция.

### Дезинфекция ног
В проходе, по которому передвигаются животные, установливаются ножные ванны. Состав ванны — 10 % — ный водный раствор сульфата цинка. Применять ванночку для ног нужно после обработки копыт животного — интенсивной чистки и обрезки.

### Обрезание копыт
Поврежденные ткани, которые находятся на устастках ног и копыт, нужно обязательно удалить для предоствращения дальнейшего развития заболевания.

### Препараты для лечения некробактериоза
Внешним лечением заболевания является удаление поврежденных и воспаленных участков ткани. Лечение раны заключается в очистке ее от гноя и удалении пораженных тканей с обеззараживанием раны хлоргексидином, перекисью водорода или другим антибактериальным средством и нанесением ранозаживляющей мази.
Препараты, которые эффективно борются с инфекцией, обладают выраженной бактерицидной активностью против грамположительных и грамотрицательных микроорганизмов, эймерий, микоплазм. Предприятие по производству ветеринарных лекарственных препаратов «Белека» выпускает несколько лекарств, способных лечить некробактериоз у животных:
- Суспензия для инъекций «Ветацеф 200». Эффективный препарат для лечения крупного рогатого скота и свиней. Не имеет ограничений по молоку. Применяется один раз, действие рассчитано на 168 часов. Эффективен в борьбе с инфекционными заболеваниями, в том числе и с некробактериозом.
- Порошок для орального применения «Сульфаприм 48 БТ». Продуктивен в борьбе с заболеваниями дыхательных путей, мочеполовой системы, желудочно-кишечного тракта, а также инфекций типа некробактериоза или сальмонеллеза. Применяется для лечения мелких животных или молодняка, а также птицы.
- Раствор для инъекций «Азивет». Антибактериальный препарат широкого спектра действия. терапевтическая концентрация в крови сохраняется на протяжении 72 часов. а в легочной ткани до 120 часов. Обладает бактериостатическим действием, а в высоких концентрациях — бактерицидным. Эффективен для лечения инфекционных заболеваний, поражающих различные системы организма животного. Препарат применяют для лечения крупного и мелкого рогатого скота, свиней и собак. Внимание: запрещен для применения продуктивным животным, чьё молоко используется в пищу людям[3]

(При возникающих проблемах следует к специалисту, самостоятельное лечение и назначение медикаментов может привести к неблагоприятным последствиям.)

## Распространение

### РФ
Во всех регионах; наносит большой экономич. ущерб молочному и мясному скотоводству и сев. оленеводству, заболеваемость может составлять 30-90 %, смертность — 10 %. Н. могут заражаться люди (поражаются кожа и слизистые оболочки), поэтому необходимо соблюдать меры предосторожности и правила личной гигиены при работе с больными животными.

## Примечание
Необходимо помнить, что некробактериоз — зоонозная инфекция, которой могут, хотя и редко, заражаться люди. Поэтому персонал ферм должен быть ознакомлен с мерами безопасности при работе с больными животными. В производственных помещениях необходимо иметь медицинские аптечки. При работе с больным скотом нужно соблюдать правила личной гигиены. При ранах, травмах используются средства из аптечек. В случае подозрения в заболевании людей их необходимо направить к врачу.